# مانسیلس
مانسیلس (به اسپانیایی: Manciles) یک شهرستان در اسپانیا است.